# Međunarodni dan šuma
Međunarodni dan šuma ili Svjetski dan šuma obilježava se svake godine 21. ožujka. Ovaj je datum ustanovljen 1971. godine, kada se obilježavao kao Dan šuma, na inicijativu Europske poljoprivredne konfederacije, kako bi se istaknula važnost drveća i istaknule brojne dobrobiti šumske vegetacije.

## Povijest
Svjetski dan šuma usvojila je Opća skupština Ujedinjenih naroda 2013. godine kako bi se ojačala svijest zajednice o važnosti šuma te doprinijelo njihovu očuvanju i održivu gospodarenju. Šume su jedan od najsloženijih kopnenih ekosustava. Predstavljaju prirodno stanište brojnim biljkama, životinjama, gljivama i mikroorganizmima, zbog čega imaju izrazitu slojevitost, ali i međusobnu povezanost svih članova zajednice.

## O šumama
Šume predstavljaju jedan od najsloženijih ekosustava na Zemlji i prirodni resurs od iznimne važnosti za čovjeka, ali i za cjelokupnu biološku raznolikost. Obnova šumskih ekosustava i jedan je od preduvjeta za očuvanje stabilnosti u okolišu. Šume su stabilizatori klime s velikim utjecajem na stabilnost svih ekosustava, najviše utječu na pročišćavanje zraka od prašine, inih čestica i plinova koji ulaze u atmosferu, utječu na vodne resurse, kvalitetu tla, a zahvaljujući svojoj zaštitnoj ulozi, sprječavaju eroziju, klizišta i šumovitost zemljišta. Šuma je stanište brojnih vrsta biljaka i životinja, čiji opstanak i razvoj u značajnoj mjeri ovisi o očuvanosti šume.